# Stazione di Kuki (Saitama)
La stazione di Kuki (久喜駅?, Kuki-eki) è una stazione ferroviaria di interscambio situata della città di Kuki, nella prefettura di Saitama, ed è servita dalla linea principale Tōhoku sulla quale sono esercitati i servizi Utsunomiya e Shōnan-Shinjuku della JR East, e dalla linea Tōbu Isesaki del gruppo privato Ferrovie Tōbu. Cumulando i dati dei due operatori, il traffico di passeggeri supera gli 85.000 al giorno.

## Storia
La stazione venne inizialmente inaugurata il 16 luglio 1885 sulla linea principale Tōhoku dell'attuale JR East, mentre la stazione della linea Isesaki fu aperta il 27 agosto 1899.

## Servizi ferroviari
East Japan Railway Company
■ Linea Utsunomiya (Tōhoku)
■ Linea Shōnan-Shinjuku
 Ferrovie Tōbu
● Linea Tōbu Isesaki

## Struttura

### Stazione JR East
La stazione è dotata di un marciapiede a isola e di uno laterale con tre binari in superficie.
| 1-2 | ■ Linea Utsunomiya      | per Oyama, Utsunomiya e Kuroiso                |
| 3   | ■ Linea Utsunomiya      | per Ōmiya, Akabane e Ueno                      |
| 3   | ■ Linea Shōnan-Shinjuku | per Ōmiya, Shinjuku, Yokohama, Ōfuna e Odawara |

### Stazione Tōbu
La stazione consta in due marciapiedi a isola con quattro binari passanti in superdicie.
| 1-2 | ● Linea Tōbu Isesaki | per Tatebayashi, Ōta, Isesaki e Akagi |
| 2   | ● Linea Tōbu Isesaki | per Tōbu Dōbutsu Kōen, Kasukabe, Kita-Senju e Asakusa                                                                                             |
| 3-4 | ● Linea Tōbu Isesaki | per Tōbu Dōbutsu Kōen, Kasukabe, Kita-Senju e Asakusa, quindi via linea Asakusa fino a Shibuya e, via linea Tōkyū Den-en-toshi fino a Chūō-Rinkan |

## Stazioni adiacenti
| «                     | Servizio                                                                        | »                     |
| Linea Utsunomiya      | Linea Utsunomiya                                                                | Linea Utsunomiya      |
| Linea Shōnan-Shinjuku | Linea Shōnan-Shinjuku                                                           | Linea Shōnan-Shinjuku |
| --------------------- | ------------------------------------------------------------------------------- | --------------------- |
| Shin-Shiraoka         | Locale Locale Shōnan-Shinjuku                                                   | Higashi-Washinomiya   |
| Hasuda                | Rapido Rabbit Rapido Shōnan-Shinjuku                                            | Koga                  |
| Ōmiya                 | Rapido Pendolari                                                                | Koga                  |
| Linea Tōbu Isesaki    |                                                                                 |                       |
| Wado                  | Locale Semirapido sezionale Espresso sezionale Espresso Limitato Ryōmō (alcuni) | Washinomiya           |
| Wado                  | Espresso Semiespresso                                                           | Capolinea             |